# Distretto di Kawachi
Il distretto di Kawachi (河内郡, Kawachi-gun?) è uno dei distretti della prefettura di Tochigi, in Giappone.
Attualmente il distretto comprende unicamente il comune Kaminokawa, in cui è nato il maestro degli origami Akira Yoshizawa
| Controllo di autorità | VIAF (EN) 254136039 · NDL (EN, JA) 00393812 |